# 茨維科夫

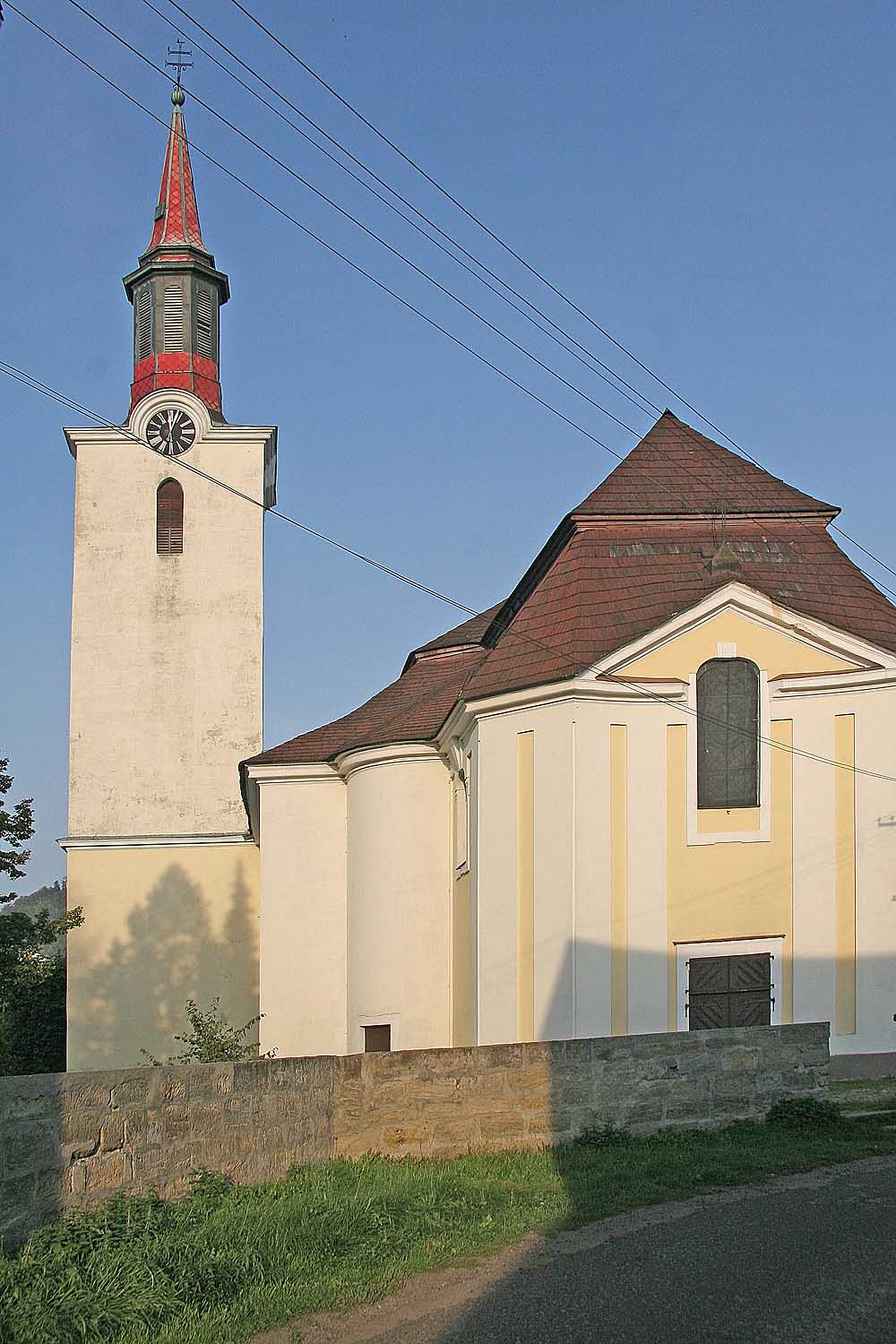

茨維科夫是捷克的城鎮，位於該國北部，毗鄰與德國接壤的邊境，由利貝雷茨州負責管轄，面積45.04平方公里，海拔高度357米，2005年人口4,439。

## 外部連結
- （捷克文） Official website （页面存档备份，存于）